# Кротюк Оксана Петрівна
Кр́отюк Окс́ана Петр́івна (18 грудня 1969, м. Луцьк Волинської області) — українська дитяча письменниця, член Національної спілки письменників України, засновниця щорічного Всеукраїнського конкурсу створення вебсайтів «Літературна візитка краю» [Архівовано 5 лютого 2021 у Wayback Machine.] (2019 р.) Мешкає та працює в Києві.

## Біографія
Народилася 1969-го року в м. Луцьку. 1989-го р. закінчила Луцьке педагогічне училище ім. Ярослава Галана, 1994-го р.— Київський державний педагогічний університет ім. Драгоманова.
Працювала в Українському центрі народної культури «Музей Івана Гончара», де виконувала обов´язки прес-секретаря, а згодом очолила відділ зв'язків з громадськістю.
2004—2020 р.р. — літературна редакторка журналу «Малятко».
2010—2011-го втілює власний авторський проєкт на Українському радіо (прямий ефір, програма «Великий світ малого читача»: дорослим про дитячу літературу, її проблеми та здобутки; канал «Культура»).
Експертка літературного конкурсу «Коронація слова» у номінації «Проза для дітей» (2010 р.) та в номінації «Пісенна лірика для дітей» (2011, 2013, 2014 р.р.)
Член журі літературної премії «Великий їжак» (2011 р.) та літературної премії НСПУ ім. Платона Воронька (2018 р.).
2019—2021 р.р. — засновниця та координаторка Всеукраїнського літературно-мистецького проєкту «Драгоман».
2019—2021 р.р. — упорядниця та літературна редакторка  серії літературно-музичних видань «Нескорений ПроRock. Тарас Шевченко» (2020 р.), «Нескорений ПроRock. Олена Теліга» (2020 р.), «Нескорений ПроRock. Василь Симоненко» — мистецький проєкт «Нескорений ПроRock» ГС «Музичний батальйон». 
Твори Оксани Кротюк вивчаються за освітньою програмою початкової школи. Низку їх вміщено у хрестоматіях для позакласного та дошкільного читання.

## Творчий доробок
- «Неслухняне левеня» («Преса України», К., 2008)
- «Найкраща земля» ("Преса України, К., 2008)
- «Абетка» («Видавництво Старого Лева», Л., 2011, 2014)
- «Веселі єноти» («Преса України», К., 2009)
- «В зоопарку» (Видавництво «Богдан», Т., 2012)
- «Чорне море й синій кит» («Преса України», К.,2012; «Каламар», К., 2019)
- «Чап-чалапу, гусоньки!» («Видавництво Старого Лева», Л., 2015)
- «От би мені коника» («Видавництво Старого Лева», Л, 2015)
- «Прилетіла пташечка» («Апріорі», Л., 2017)
- «Купці, купці, гусочко!» (Видавництво «Богдан», Т., 2017)
- «Михлик їде на море» (Видавництво «Каламар», К., 2018)
- «Рукавичка для носа» (Видавництво «Каламар», К., 2018)
- «Песик Чапа» («Видавництво Старого Лева», Л., 2019)

Систематично виступає з творами різних жанрів для дітей у періодиці (журнали «Зернятко», «Пізнайко», «Мамине сонечко», «Маленький розумник»,  «Малятко», «Крилаті», «Ангелятко» тощо) та колективних збірках (видавництва «Свічадо», «Видавництво Старого Лева», «Богдан», «Лелека», «Белкар-книга» та ін.).

## Рецензії
- О. Кізима. «Песик Чапа» Оксани Кротюк: все починається з малого («Видавництво Старого Лева», 1.04.2019)
- А. Григорук. Про Абетку від Оксани Кротюк [Архівовано 1 червня 2018 у Wayback Machine.] («Буквоїд», 28.09.2011)

## Нагороди
- Лауреатка Літературної премії ім. Наталі Забіли (2006).
- Лауреатка літературного конкурсу «Рукомесло» (2009).